# Mademoiselle Lange

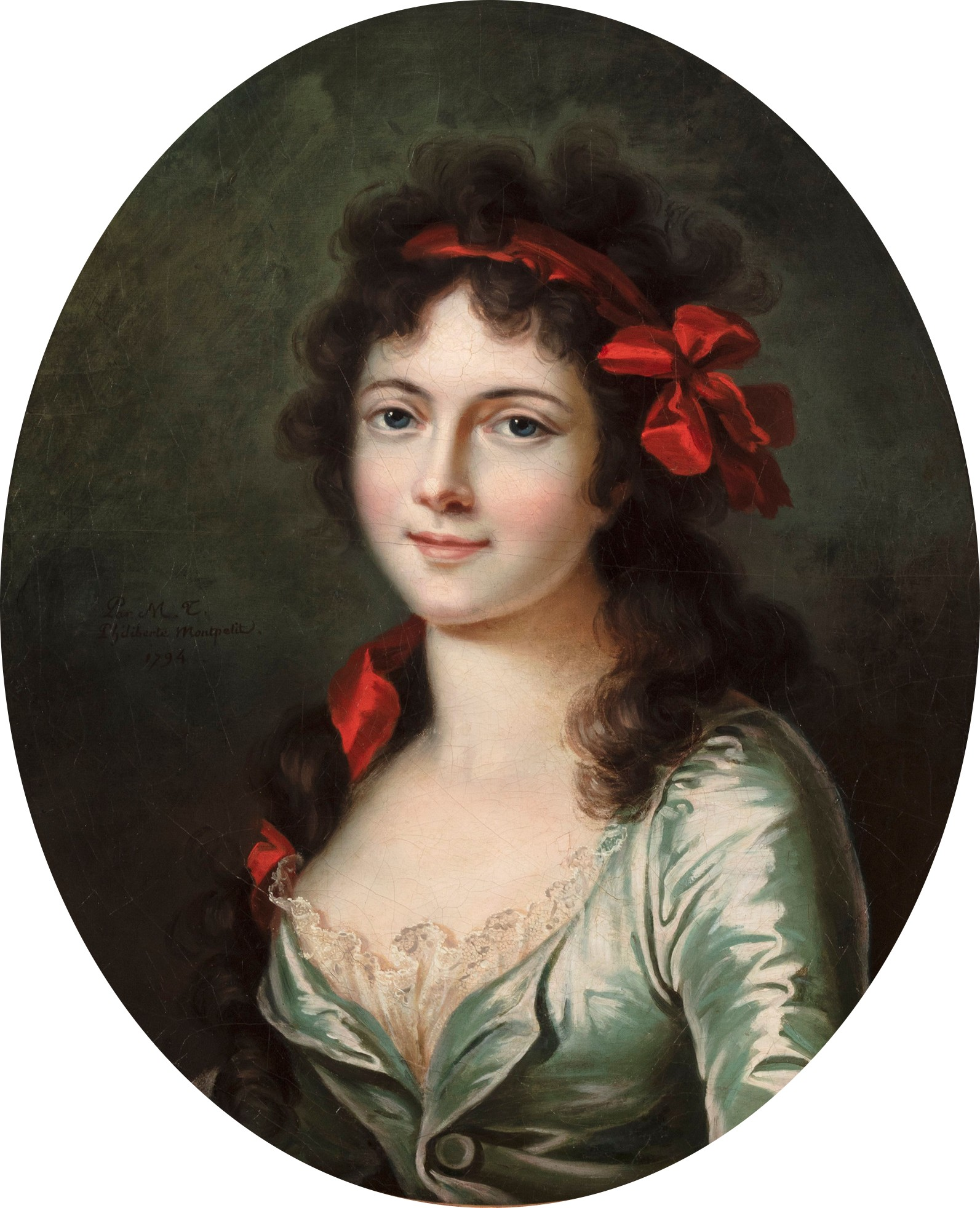
Therese Vincent de Montpetit: Porträt Mademoiselle Langes

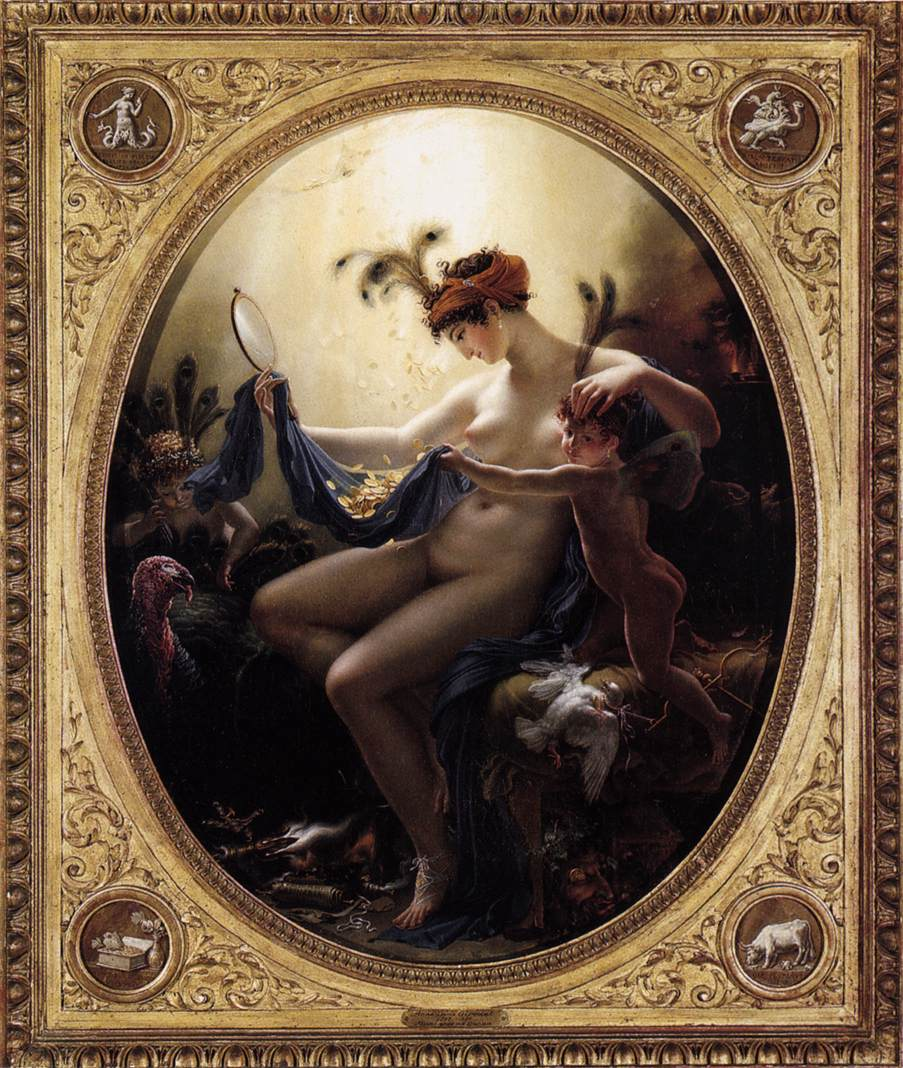
Anne-Louis Girodet-Trioson: Mademoiselle Lange als Danaë

Anne-Françoise-Élisabeth Lange, genannt Mademoiselle Lange (* 17. September 1772 in Genua; † 2. Dezember 1825 in Florenz), war eine französische Schauspielerin.

## Leben
Lange war Tochter des reisenden französischen Musiker- und Schauspielerpaars Charles Lange und Marie Rose Pitrot. Es ist bekannt, dass Lange bereits im Alter von sieben Jahren, unter dem Namen Pitrot, Auftritte an der Comédie-Italienne hatte, an dessen Internat sie untergebracht war. Als Nächstes ist sie in Tours vermerkt, wo sie 1787 ein Jahresengagement hatte. Schließlich debütierte sie, im Jahr 1788, im Alter von 16 Jahren an der Comédie-Française. Auch hier lebte sie, aufgrund ihrer Jugend, im zugehörenden Internat. Sie war sehr ungeduldig und durfte dort nicht so oft auf die Bühne, wie sie wollte, also spielte sie auch an anderen Bühnen wie dem Odéon und nahm sich 1790, weil sie nicht mehr an der Comédie spielte, ein eigenes Appartement. Erst 1793, mit 21 Jahren, bekam sie ein Festengagement an der Comédie und wurde Mitglied der Société de la Comédie-Française.
Kurz nach der Berufung in die Société begann die Terrorherrschaft und sie wurde zusammen mit ihrer Kollegin Joséphine Mézeray im Gefängnis Sainte-Pélagie inhaftiert. Mit dem Vorwand einer Erkrankung wurden die beiden dann von zwei Gendarmen in die Pension Belhomme, eine Privatklinik, die ebenfalls der Arrestierung von Regimegegnern diente, aber bessere Haftbedingungen bot, verlegt. Die beiden widmeten sich dort der Pflege psychisch Kranker, wobei Mademoiselle Raucourt sich um die anfallenden Kosten für die beiden kümmerte. Dieser Aufenthalt dauerte bis Anfang des Jahres 1794. Dann wurde sie nach Sainte-Pélagie zurückverlegt, worauf noch eine Verlegung in ein weiteres Gefängnis folgte, bis sie, nach dem Sturz Robbespierres, auf freien Fuß kam.
Ihr erstes Engagement fand sie im damals Théâtre d’Egalite genannten Odéon, an dem sie nur ein halbes Jahr blieb, um ans Théâtre Feydeau zu gehen. Dort sah sie ihr späterer Mann, Jean Michel Simons, Spross einer Brüsseler Karosseriebauerfamilie, der sich in sie verliebte. Er war als Reeder und Importeur für Kolonialwaren zu Reichtum gekommen. Lange, vom Geld und Luxus angezogen, ging mit ihm eine Beziehung ein und heiratete Simons, nach dessen Scheidung im Jahr 1797. Simons Vater reiste eigens aus Brüssel an, um den Sohn zur Vernunft zu bringen, verliebte sich aber selbst in die Schauspielerin. Jedoch heiratete er dann ihre Kollegin Julie Candeille.
Lange verschwand nach der Heirat von der Bühne und gab sich einem Leben in Luxus und Wohlstand hin. Der Reichtum Simons schwand, sodass die beiden ihr Haus 1809 verkaufen und umziehen mussten. Im Jahr 1812 musste auch das neue Domizil verkauft werden, und sie dachte daran, obwohl sie dann schon stark übergewichtig war, ans Theater zurückzukehren. Ihr Name taucht dann nochmals in Genf auf und an ihrer letzten Station in Florenz. Dort starb sie, ohne, dass ihre einstige Berühmtheit bekannt war.

## Trivia
Im Salon des Jahres 1799 stellte Anne-Louis Girodet-Trioson ein Gemälde aus, das offensichtlich Lange als Danaë im Goldregen darstellte. Das Aktgemälde wurde zum Skandal und Girodet entfernte das Bild nach zwei Tagen aus der Ausstellung. Anschließend schnitt er das Bild in Stücke und sandte diese dem empörten Ehemann zu.